# Loxodonta atlantica
Espèce
Loxodonta atlantica est une espèce fossile d'éléphants d'Afrique du genre Loxodonta (qui comprend les éléphants d'Afrique vivants).

## Description
Loxodonta atlantica était plus grand que les éléphants d'Afrique modernes, avec une dentition plus progressive. Il comprend des fossiles du Pléistocène de Ternifine, en Algérie, des fossiles du Pléistocène moyen d'Elandsfontein, en Afrique du Sud et des fossiles du Pliocène supérieur de la rivière Omo, en Éthiopie. 
Il est suggéré d'avoir une date d'extinction d'environ 400 000 ans, au Pléistocène moyen. Il a été suggéré que L. atlantica dérive probablement de L. adaurora ; ou L. exoptata. 
C'est probablement un ancêtre de l'éléphant de savane d'Afrique actuel, Loxodonta africana, avec lequel il a coexisté au Pléistocène moyen avant son extinction.

## Liste de sous-espèces
- †Loxodonta atlantica atlantica (Pomel, 1879) - Afrique du Nord[5]
- †Loxodonta atlantica zulu (Scott, 1907) - Afrique australe[5]

## Classification
Le nom valide complet (avec auteur) de ce taxon est Loxodonta atlantica (Pomel, 1879).
Le type de Loxodonta atlantica est conservé au Muséum national d'histoire naturelle de Paris, mais est répertorié sans numéro de spécimen.
L'espèce a été initialement classée dans le genre Elephas sous le protonyme Elephas atlanticus Pomel, 1879,.
Loxodonta atlantica a pour synonyme :
- †Elephas atlanticus Pomel, 1879
- †Palaeoloxodon atlanticus (Pomel, 1879)

### Étymologie
L'épithète spécifique, du latin atlantica, « de l'Atlas », a été donnée en référence « aux premiers hommes mentionnés dans la mythologie dans le massif du Nord de l'Afrique ».

### Publication originale
- A. Pomel, « Ossements d'Éléphants et d'Hippopotames découverts dans une station préhistorique de la plaine d'Eghis (province d'Oran) », Bulletin de la Société géologique de France, Paris, Inconnu et EDP Sciences, vol. 7,‎ 1879, p. 44-51 (ISSN 0037-9409 et 1777-5817, OCLC 1765827, lire en ligne).